# Famille Reclus

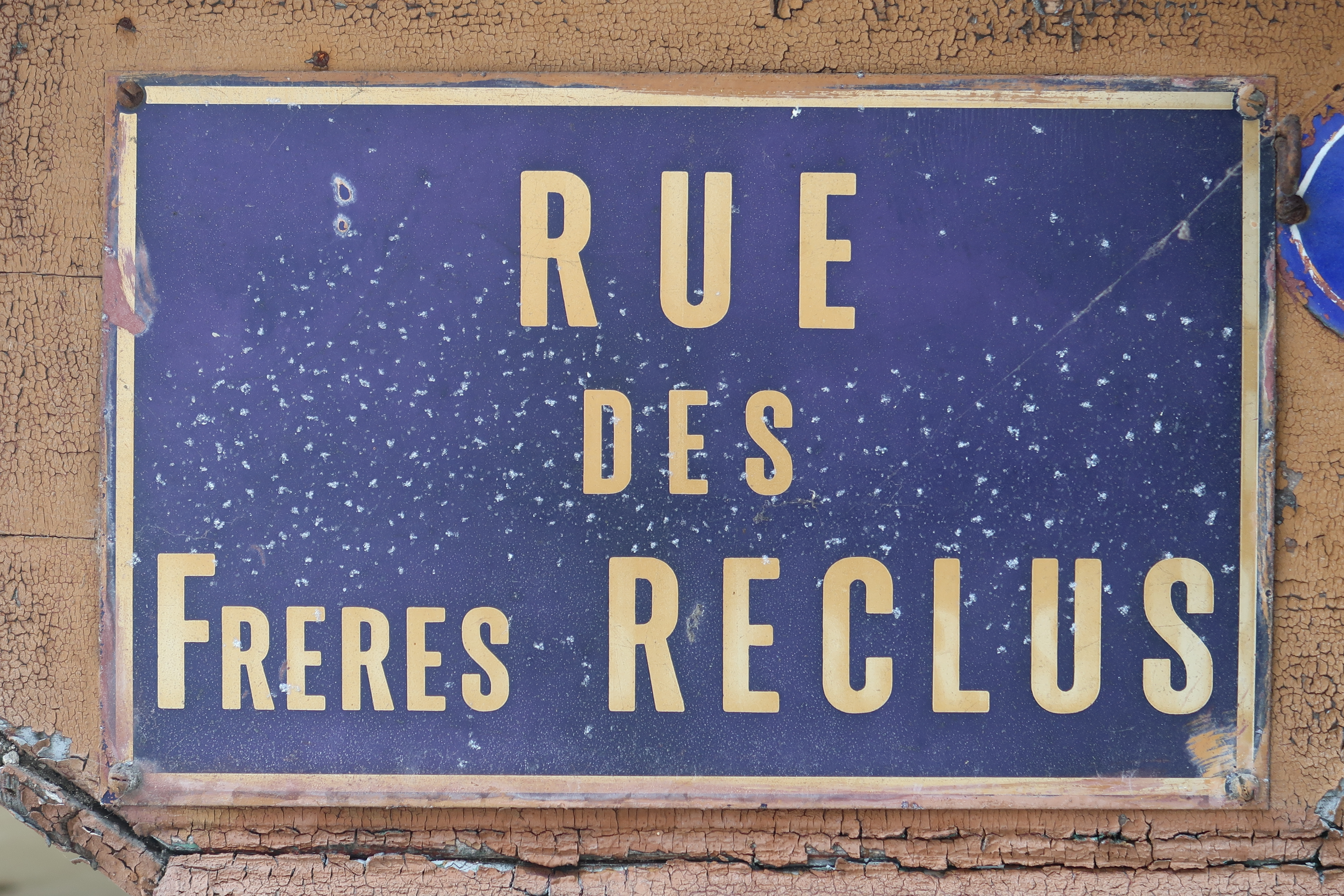
Plaque de la rue des Frères-Reclus à Sainte-Foy-la-Grande.

La modeste famille Reclus, implantée autour de la Dordogne, compte soudainement au XIXe siècle de nombreuses personnes célèbres dans des domaines variés au sein d'une seule génération. 
Originaire de la petite ville de Sainte-Foy-la-Grande en Gironde, convertie au protestantisme dès le début du XVIIe siècle, cette famille rurale accorde une grande importance à l'éducation et devient célèbre grâce à plusieurs petits-enfants de Jean Reclus (1760-1848), cultivateur devenu aubergiste, et de son épouse Jeanne Virolle (1767-1819). En premier lieu, leur fils le pasteur Jacques Reclus, époux de Zéline Trigant, est le père des « cinq frères Reclus » qui assurent à l'époque la renommée de la famille : Élie, Élisée, Armand, Onésime et Paul. Son frère aîné, l'instituteur puis inspecteur des écoles Jean Reclus  (1794-1869) est celui de Noémi Reclus et Pauline Kergomard. 
La famille Reclus constitue dès lors une « dynastie » dont le fonctionnement profite à d'autres membres : Marie Ducos (1798-1877) sœur de Jacques et Jean Reclus, est la grand-mère de Franz Schrader dont le début de la carrière de géographe est facilitée par deux de ses oncles. Par la suite, d'autres membres de la famille se font connaître  au XXe siècle en tant qu'historien, médecin, chirurgien, militant politique, écrivain, haut-fonctionnaire, résistant, sculpteur, sinologue.

## Une modeste famille protestante devenue soudainement célèbre auXIXesiècle
La présence de la famille Reclus est attestée à Sainte-Foy-la-Grande en 1260 en la personne de Jacques Reclus, échevin de cette bastide. Elle compte plusieurs consuls de la ville au XVIe siècle, et semble avoir adopté très tôt le protestantisme, un autre Jacques Reclus, procureur du roi, épousant en 1610 la fille d'un pasteur. 

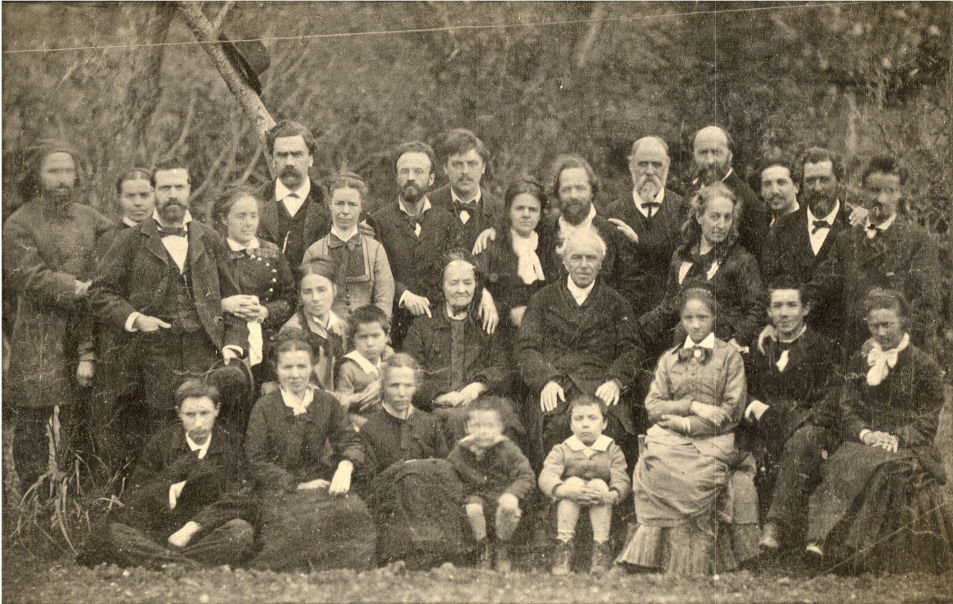
Photographie de la famille Reclus prise à Orthez en 1881. On y voit au centre le pasteur Jacques Reclus et son épouse Zéline, et autour d'eux leurs onze enfants avec des membres de leur famille.

Au début du XVIIIe siècle, la branche qui se rend bientôt célèbre est installée au Fleix sur la rive droite de la Dordogne, à quelques kilomètres de Sainte-Foy-la-Grande située sur la rive gauche. Ce sont de petits propriétaires terriens qui bénéficient d'un bon niveau d'instruction : l'un d'entre-eux est ainsi présenté comme « tonnelier hérétique et instruit » dans son contrat de mariage.
Chose commune dans le protestantisme rural, la famille Reclus accorde en effet une grande importance à l'éducation, au prix de sacrifices financiers, si bien que les Reclus disposent d'un bagage intellectuel supérieur à ce qu'il devrait être compte tenu de leur position sociale. Jacques Reclus envoie ainsi plusieurs de ses enfants parfaire leur éducation au sein de la communauté protestante des Frères moraves en Allemagne à Neuwied près de Coblence, ceux-ci en reviennent trilingues (allemand, anglais, français). Un siècle plus tard, les petits-fils d'Élie Reclus font part d'une anecdote familiale au sujet d'un aïeul oncle de leur grand-père « qui récitait des vers de l’Enéide en poussant le mancheron de la charrue » . 
Au travers de ses liens avec plusieurs églises protestantes d'Europe, la famille Reclus s'inscrit plus généralement au XIXe siècle dans un réseau européen : les « demoiselles Reclus » sont ainsi demandées comme préceptrices en Écosse. Leurs parents accordent en effet autant d'importance à l'éducation de leurs filles qu'à celle de leurs fils. 
Le protestantisme, dont les principaux caractères sont selon Béatrice Giblin « la morale et l'autonomie de l'individu par rapport au dogme », explique en partie l'évolution de certains membres de cette génération vers l'athéisme et l'anarchisme. Selon l'historienne et écrivaine Hélène Sarrazin qui partage cette analyse, on peut aussi y voir une conséquence du conflit entre Élie Reclus, le frère aîné, et son père pasteur.  
La renommée acquise de leur vivant par les frères Reclus, les relations de certains avec des personnalités politiques de premier ordre, et le fonctionnement en réseau de cette famille profitent à ses membres. Élisée Reclus échappe ainsi à la déportation en Nouvelle-Calédonie après sa participation à la Commune de Paris. Pauline Kergomard accède au poste d'inspectrice générale des écoles maternelles par l'entremise de Jules Steeg, dont l'épouse est une amie d'enfance des sœurs Reclus.  À la génération suivante,  Maurice Reclus bénéficie d'un avancement très rapide au début de sa carrière de haut-fonctionnaire et Franz Schrader débute chez Hachette grâce à ses oncles Élie et Élisée Reclus.
Dans l'introduction de sa chronologie familiale centrée sur Élisée Reclus, Christophe Brun relève que du vivant de celui-ci circulaient déjà des expressions comme la « tribu Reclus » ou la « dynastie des Reclus » pour souligner la forte cohérence de cette famille.

## Les cinq frères Reclus

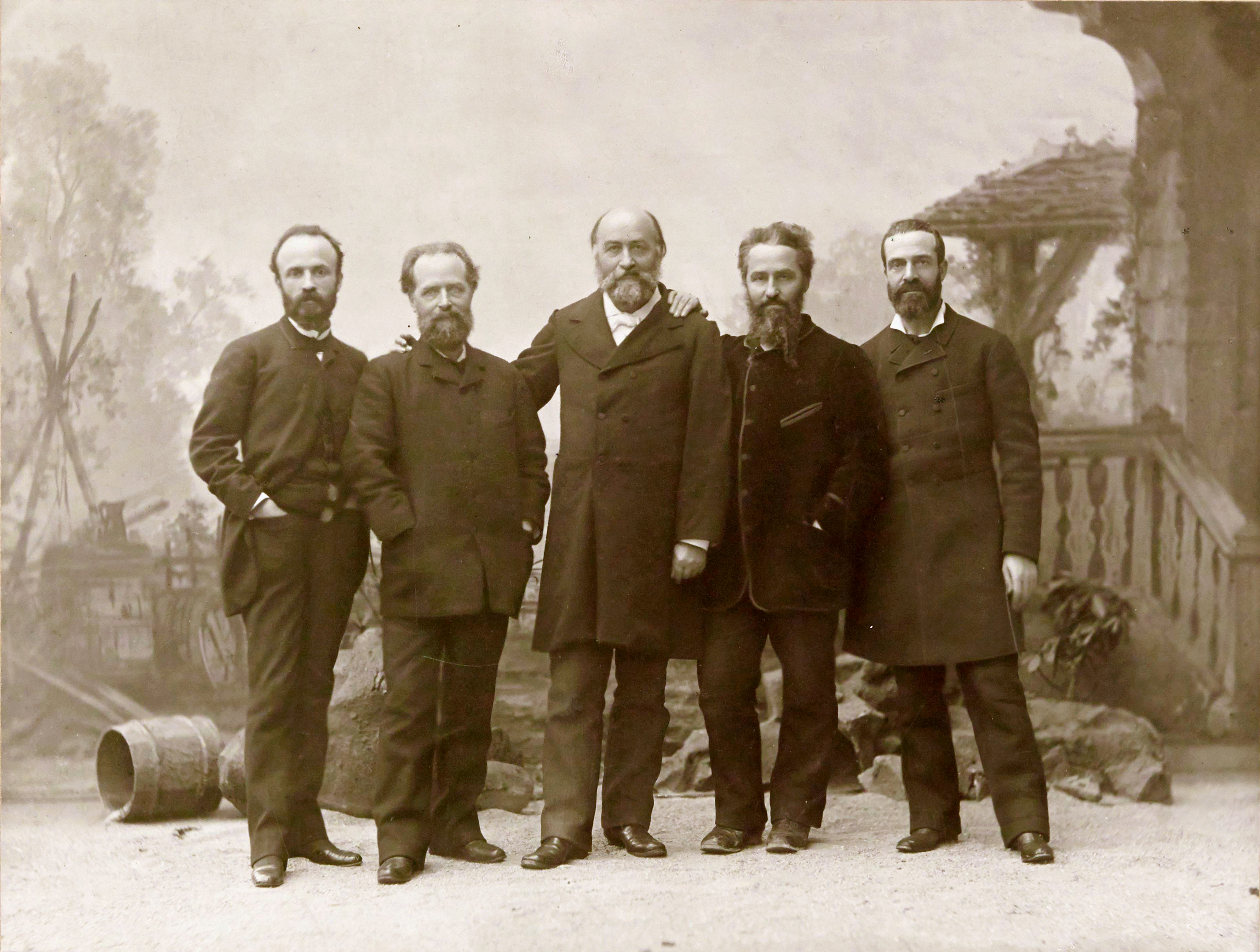
Les cinq frères Reclus, photographie de Nadar, 1889. De gauche à droite, Paul, Élisée, Élie, Onésime et Armand.

La notoriété de la famille Reclus est en premier lieu liée aux cinq fils du pasteur Jacques Reclus et de son épouse Zéline. Les deux premiers, Élie et Élisée, sont particulièrement proches et exercent une grande influence sur leurs frères et sœurs, tant politiquement que dans le domaine religieux. Par exemple, ils tancent ou encouragent leur sœur  Louise suivant l'évolution de sa foi et de ses idées politiques, et s'en tiennent informés.  

### 1. Élie Reclus (1827-1904)
Élie Reclus est un journaliste, ethnologue, militant socialiste et sociologue religieux, devenu athée alors que son père le destinait au ministère pastoral. Il est le père de Paul Reclus.

#### Paul Reclus (1858-1941)
Paul Reclus est un ingénieur et militant anarchiste, également géographe, contribuant à la publication des travaux de son père et de son oncle Élisée. Il est le père de Jacques Reclus.

#### Jacques Reclus (1894-1984)
Jacques Reclus est un enseignant sinologue et militant anarchiste. Libération qualifie sa mort en 1984 de « fin des Reclus » en faisant référence aux membres anarchistes de la famille.

### 2. Élisée Reclus (1830-1905)
Élisée Reclus est un géographe, auteur en particulier d'une géographie universelle en vingt volumes, également militant et penseur de l’anarchisme français. 
Il est le grand-père d'Yvonne Ostroga, autrice d'ouvrages pour enfants.

### 3. Onésime Reclus (1837-1916)
Onésime Reclus est un géographe partisan de l'expansion coloniale française, le premier à employer le mot « francophone » vers 1880. Il est le père de  Maurice Reclus.

#### Maurice Reclus (1883-1972)
Maurice Reclus est un haut-fonctionnaire et historien de la Troisième République.

### 4. Armand Reclus (1843-1927)

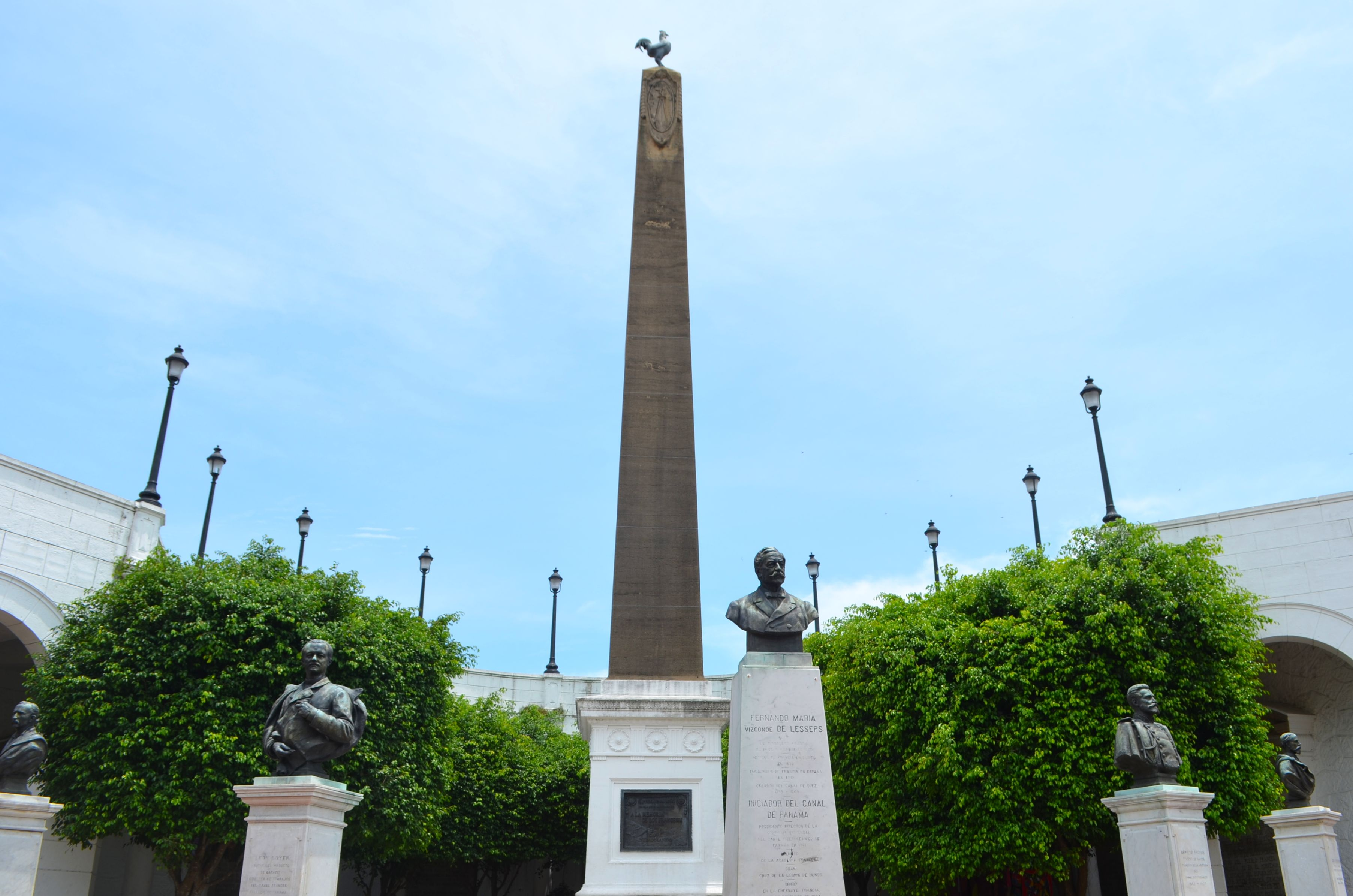
Monument en l'honneur des bâtisseurs du canal de Panama à Panama (ville). Le buste d'Armand Reclus y figure à gauche de celui, central, de Ferdinand de Lesseps.

Armand Reclus est un ingénieur naval et géographe, l'un des pères du canal de Panama .

### 5. Paul Reclus (1847-1914)
Paul Reclus est un chirurgien, précurseur de l'usage de la cocaïne comme anesthésique local. Il a aussi décrit une mastose connue sous le nom de maladie de Reclus.

## Les six sœurs Reclus
Les six filles de Jacques et Zéline Reclus qui atteignent l'âge adulte bénéficient comme leurs frères d'un bon niveau d'instruction : elles sont toutes préceptrices dans des familles anglaises ou allemandes, ou maîtresses dans l'école de leur mère. Elles n'ont pas la même notoriété que leurs frères, en partie en raison de l'époque où elles vivent, et plusieurs d'entre elles les assistent dans leurs travaux ou leur vie personnelle. Élisée en particulier est admiré par ses sœurs. L'une d'elles, Noémi qui a alors vingt-deux ans, écrit à une amie : « Tu sais le grand bonheur qui nous arrive, une visite d’Elisée ! Le misérable est resté 24 heures au plus, encore les visites et le sommeil nous ont-ils dérobé bon nombre de ces précieux moments. »

### 1. Loïs Reclus (1832-1917)
Loïs Reclus traduit avec l'aide de son frère Armand des ouvrages d'exploration maritime, la plupart de ses traductions étant publiées sous un pseudonyme masculin. Elle serait également l'autrice d'un texte sur la jeunesse de son frère Élisée qui apporte un éclairage complémentaire sur son passage à l'athéisme.

### 2. Marie Reclus (1834-1918)
Marie Reclus, épouse du pasteur réformé Auguste Grotz, également traductrice, élève à Nîmes son jeune frère Paul Reclus entre 1858 et 1867.

### 3. Zéline Reclus (1836-1911)
Zéline Reclus travaille chez un oncle notaire sans enfant qui la considère comme sa fille adoptive. Elle y rencontre son époux Pierre Faure, avec lequel elle a trois enfants : Léonce (1861-1909), ingénieur agronome précurseur en France du génie rural, Jean-Louis et Élie.

#### Jean-Louis Faure (1863-1944)
Jean-Louis Faure est un chirurgien surtout connu pour avoir rénové les méthodes d'intervention de la chirurgie gynécologique.

#### Élie Faure (1873-1937)
Élie Faure est un médecin et historien, auteur d'une Histoire de l'art importante pour l'historiographie de cette discipline. Il est le père du résistant François Faure et le grand-père du sculpteur Jean-Louis Faure.

### 4. Louise Reclus (1839-1917)
Louise Reclus est l'épouse d'Alfred Dumesnil. Avec lui, elle participe à la publication  post-mortem des œuvres de Lamartine. Devenue veuve, elle assiste ses frères Élie et Élisée. Après la mort d'Élisée, elle édite sa correspondance.

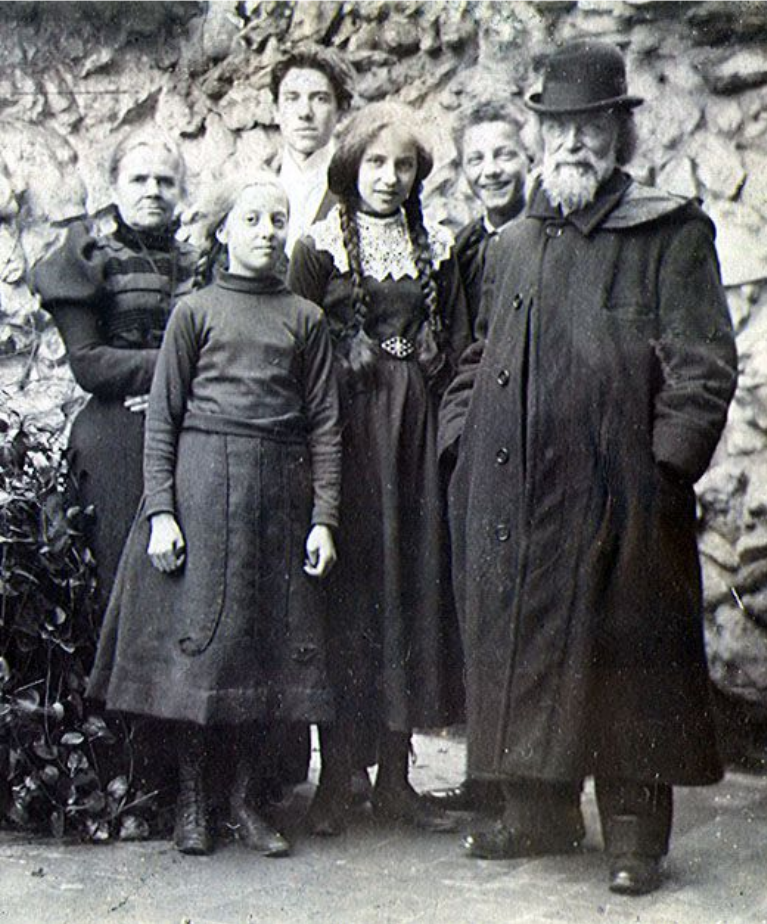
Louise Reclus avec son frère Élisée et certains de ses petits-enfants, vers 1900.

### 5. Noémi Reclus (1841-1915)
Noémi Reclus, surnommée dans la famille « la déesse de la grammaire », est également traductrice, son travail étant plusieurs fois attribué à la demande de Hachette à son frère Élie. Elle traduit en son nom propre deux nouvelles de Sacher-Masoch. Avec sa sœur Marie, est est la seule à conserver la foi en dépit de l'influence de ses frères devenus athées.

### 6. Ioana (ou Johanna) Reclus (1845-1937)
Ioana Reclus participe avec sa sœur Louise à l'éducation des enfants et petits-enfants de son frère Élisée, plusieurs fois veuf et dont une fille est morte à 34 ans après avoir donné naissance à cinq enfants. Avec Louise, elle est la plus sensible à l'influence de ses frères Élie et Élisée dans le domaine religieux. Elle est la mère d'Élisée et François Bouny. 

#### Élisée Bouny (1872-1900)
Élisée Bouny (de) est docteur en médecine (1899), à l'origine du premier vélo ergométrique moderne.

#### François Bouny (1885-1965)
François Bouny, docteur en sciences physiques et mathématiques, est professeur à l'Université libre de Bruxelles, son oncle Élisée ayant participé à sa création soixante ans plus tôt.

## Les cousines de la fratrie Reclus

### Noémi Reclus (1828-1905)
Noémi Reclus est une institutrice, militante républicaine lors de la Commune de Paris. Épouse de son cousin Élie Reclus, elle est la mère du militant anarchiste Paul Reclus.

### Pauline Kergomard (1838-1925)
Pauline Kergomard, sa sœur, est la première inspectrice générale des écoles maternelles et joue à ce titre un rôle essentiel dans leur mise en place. Durant son enfance, elle passe 18 mois dans l'école pour jeunes filles fondée par Zéline Reclus.

## Autres membres de la famille Reclus

### Paul Broca (1824-1880)
Paul Broca, médecin anatomiste et anthropologue, est un cousin des Reclus, proche en particulier d'Élisée. Il veille sur les études de Paul Reclus à la Faculté de médecine de Paris.

### Franz Schrader (1844-1924)
Franz Schrader est un géographe, alpiniste et peintre paysagiste, neveu des frères et sœurs Reclus.

### Étienne Reclus (1911-1994)
Étienne Reclus, descendant d'un autre fils de Jean Reclus et Jeanne Virolle, est un militant internationaliste qui participe en 1935 à la création de la branche française de l’ONG Service civil international. En 1977, il fonde l’ONG Action d’urgence internationale.

### Raphaël Reclus (né en 1973)
Raphaël Reclus, petit-fils d'Étienne Reclus, est l'auteur de deux romans fantastiques, La Table d'Hadès  (1997) et Les Trois du Mayne (2003) et également dirigeant d'entreprise.

## Publications de membres de la famille Reclus
Les ouvrages et articles mentionnés ci-dessous illustrent l'importante activité intellectuelle de la famille Reclus, s'agissant de membres qui ne se sont pas parmi les plus connus, cette liste n'étant pas exhaustive.

### Parmi les parents

#### Jean Reclus
Le père de Pauline Kergomard et Noémi Reclus est l'auteur de :
- Dictionnaire géographique et historique de la Gironde, Bordeaux, Eugène Bissei, 1865, 36 p., texte intégral sur Gallica ;
- À mes concitoyens, justification posthume de J. Reclus, ancien inspecteur des écoles primaires de la Gironde, Bordeaux, impr. Cusset, 1869, 94 p., édition posthume préparée par sa sœur Marie Reclus (Ducos), texte intégral sur Gallica.

### Parmi les soeurs Reclus

#### Loïs Reclus
- Traduit de l'anglais Dr Isaac Israel Hayes, Voyage à la mer libre du pôle arctique, par le docteur J.-J. Hayes, chirurgien de la marine des États-Unis, 1860-1862, dans Le Tour du Monde (Paris), 1er semestre 1868, p. 113-160, texte intégral sur Gallica ; édition complète en volume, La Mer libre du Pôle, voyage de découvertes dans les mers arctiques exécuté en 1860-1861 par le docteur J.-J. Hayes, Paris, Hachette, 1868, XII-547 p. La traduction est signée de son commanditaire chez Hachette, Ferdinand de Lanoye.
- Sous le pseudonyme de Pauline Fernand, traduit de l'anglais Samuel White Baker, L'Enfant du naufrage, Paris, Hachette, 1870 ; rééd. 1888, II-326 p., texte intégral sur Gallica.
- Traduit de l'anglais le Dr Isaac Israel Hayes, La Terre de désolation, dans Le Tour du Monde (Paris), 2e semestre 1873, p. 1-64, sans aucun nom de traducteur ; édition complète en volume avec le nom de la traductrice, « J. M. L. Reclus » : La Terre de désolation, excursion d'été au Groenland, Paris, Hachette, 1874, IV-360 p., texte intégral à télécharger.
- Sous la signature d'Onésime Reclus, traduction de l'anglais de Récit d'un voyage à la mer polaire par le capitaine George Nares, 1875-1876, dans Le Tour du Monde (Paris, Hachette), 2e semestre 1878, p. 161-224, texte intégral sur Gallica.
- Sous le pseudonyme de Frédéric Bernard, traduction adaptée de l'anglais Adolphus W. Greely, L'expédition de la baie de Lady Franklin, dans Le Tour du Monde (Paris, Hachette), 2e semestre 1886, p. 1-80, texte intégral sur Gallica ; édition complète en volume, trad. « Mme L. Trigant » : Dans les glaces arctiques, Paris, Hachette, 1889, VI-580 p., texte intégral sur Gallica.
- Traduction adaptée de Guillermo Antonio Farini, « Huit mois au Kalahari », dans Le Tour du Monde (Paris, Hachette), 2e semestre 1886, p. 321-368, texte intégral sur Gallica, texte intégral sur Gallica ; édition complète en volume, Paris, Hachette, 1887 (éd. originale, Through the Kalahari desert, a narrative of a journey to lake N'Gami and back).

#### Marie Reclus
- Traduit de l'allemand Felix Philipp Kanitz (en), La Bulgarie danubienne et le Balkan, études de voyages (1860-1880), Paris, Hachette, 1882, VI-572 p., texte intégral sur Gallica.

#### Louise Reclus
- Traduit de l'anglais Pierre Kropotkine, Autour d’une vie, dans L’Humanité nouvelle (Paris et Bruxelles), 10 novembre 1899, p. 529-542 (texte intégral sur Gallica), avril 1900, p. 385-393 (texte intégral sur Gallica), et novembre 1900, p. 526-537 (texte intégral sur Gallica).
- Bibliographie des ouvrages de géographie et de sociologie d'Élisée Reclus, répertoire chronologique dactylographié (1854-1905), s.d. (avant 1917), 109 p. texte intégral sur Gallica.
- Élisée Reclus, Correspondance, t. I, Décembre 1850-mai 1870, Paris, Schleicher, 1911, 352 p., texte intégral sur Gallica, extraits en ligne
- Correspondance, t. II, Octobre 1870-juillet 1889, Paris, Schleicher, 1912 (daté 1911), 519 p., texte intégral sur Gallica, extraits en ligne
- Correspondance, t. III, Septembre 1889-juillet 1905 et compléments aux deux premiers volumes (édition tardive, finalement revue et publiée par Paul Reclus) , Paris, Alfred Costes, 1925, 339 p., texte intégral sur Gallica, extraits en ligne.

#### Noémi Reclus
- Traduit de l’allemand deux nouvelles de Leopold von Sacher-Masoch, Le Nouveau Job. Le Laid, Paris, Hachette, 1879, 281 p., texte intégral sur Gallica.

### Autres membres de la famille

#### Ermance Gonini (troisième compagne d'Élisée Reclus)
- Vacances chez le grand-père, Paris, Hachette, 1895, 101 p., texte intégral sur Gallica.

#### Jacques Trigant-Geneste (fils de Loïs Reclus)
- Droit romain, des Res divini juris et Economie politique, théorie du revenu net de la propriété foncière, thèse pour le doctorat en droit de la Faculté de droit de Paris, 2 parties en 1 vol., Paris, Giard, 1888.

- Ricardo et la théorie de la rente du sol, dans la Revue socialiste (Paris), septembre 1888, p. 309-316, texte intégral sur Gallica

- Contribution à l'histoire de la propriété foncière (revenu brut et revenu net), dans la Revue socialiste (Paris), mai 1889, p. 537-542, texte intégral sur Gallica.
- La conférence de Samoa, dans la Revue socialiste (Paris), août 1889, p. 208-215, texte intégral sur Gallica.
- L'agitation socialiste en Norvège pendant l'année 1889, dans la Revue socialiste (Paris), 1er semestre 1890, p. 467-474, texte intégral sur Gallica.
- L'École anglaise et le socialisme contemporain (le socialisme et la doctrine des antagonismes sociaux), dans la Revue socialiste (Paris), mai 1891, p. 560-578, texte intégral sur Gallica.
- Traduction de deux pièces d'Henrik Ibsen, Les Prétendants à la couronne (1864) et Les Guerriers à Helgeland (1887), 2e éd. en 1 vol., Paris, Albert Savine, 1893, 329 p. ; rééd. Paris, Stock, 1902, 326 p., texte intégral sur Gallica.

#### Léonce Faure (fils de Zéline Reclus)
- Irrigations, drainages, assainissements et autres améliorations foncières en Allemagne et dans quelques pays de l'Europe centrale, Nancy, Berger-Levrault, 1897.
- Les Ingénieurs-géomètres et les réunions de parcelles en Prusse, Nancy, Berger-Levrault, 1901.
- Rapports entre la constitution physique des terres et la distribution des eaux d'arrosage, Paris, Imprimerie nationale, 1907.

#### Élisée Bouny (fils de Johanna Reclus)
- Analyse dynamométrique de la locomotion à bicyclette, dans La Nature (Paris), 22 août 1896, p. 177-179, texte intégral.
- De la physiologie du membre inférieur dans la locomotion à bicyclette, thèse de médecine imprimée, Paris, 1899.
- Étude expérimentale du coup de pédale, Paris, G. Steinheil, 1899, 74 p., texte intégral sur Gallica.

#### François Bouny (fils de Johanna Reclus)
- Notes de mécanique analytique, Mons, Delporte, 1909-1910, 2 vol.
- Notes de géométrie descriptive pure et appliquée, Mons, Delporte, 1910-1911, 2 vol.
- Leçons de mécanique rationnelle : cinématique, statique, potentiel, Paris, Blanchard, 1924.
- Leçons de mécanique rationnelle : dynamique du point, dynamique des systèmes, Paris, Blanchard, 1929.

#### Louis Cuisinier (petit-fils d'Élisée Reclus)
- Articles publiés de son vivant, 1906-1929, 64 f., compilation de ses articles scientifiques par sa fille Louise Rapacka, texte intégral sur Gallica.

### Ouvrages
- Vicente Blasco Ibáñez, Una familia de geógrafos : los hermanos Reclus, prologue à sa traduction de Onésimo y Eliseo Reclus, Novísima Geografía Universal, Madrid, Editorial Española-Americana, 1906, t. I, p. 5-31, reproduit sous le titre Comentario. Una familia de geógrafos : los hermanos Reclus, dans Geopolítica(s), Revista de estudios sobre espacio y poder, vol. 5, núm. 2, 2014, p. 273-292, texte intégral en pdf.
- Christophe Brun (éd.), Élisée Reclus, Les Grands Textes, Paris, Flammarion, coll. Champs classiques, 2014, 503 p.  (ISBN 9782081289901), textes systématiquement resitués dans un contexte familial notice, Philosophie Magazine.
- Christophe Brun, Élisée Reclus, une chronologie familiale, 1796-2015, 2e version téléchargeable en ligne, avril 2015, 440 p., illustrations, tableaux généalogiques, documents.
- Gabrielle Cadier-Rey[n 5], Le Journal (imaginaire) de Zéline Reclus, Carrières-sous-Poissy, La Cause, 2009, 110 p.
- Gabrielle Cadier-Rey et Danièle Provain[n 6] (éd.), Lettres de Zéline Reclus à son fils Armand, 1867-1874, Pau, Centre d’étude du protestantisme béarnais, Archives départementales des Pyrénées-Atlantiques, 2012, 210 p[53].
- Maurice Colombo et Didier Roy (éd.), Élisée Reclus, Chelles, revue Itinéraire : une vie, une pensée no 14-15, 1998, 109 p., notice, pages 100-107.
- Geneviève Kergomard et Alain Kergomard[n 7]  (éd.), Pauline Kergomard créatrice de la maternelle moderne, correspondances privées, rapports aux ministres, Rodez, Le Fil d’Ariane, 2000, 369 p.
- Michel et Jacques Reclus[n 8] (éd.), Paul Reclus, Les Frères Élie et Élisée Reclus ou du protestantisme à l'anarchisme, Paris, Les Amis d'Élisée Reclus, 1964, 209 p.

### Articles
- Gabrielle Cadier-Rey, Les Reclus au féminin, p. 1-15, et Robert Darrigrand, Le pasteur Jacques Reclus, p. 17-22, dans le Bulletin du Centre d’étude du protestantisme béarnais, Pau, Archives départementales des Pyrénées-Atlantiques, no 40 « spécial Reclus », décembre 2006.
- Lucien Carrive[n 9] (éd.), Lettres écrites par les filles du pasteur Jacques Reclus à Zoé Tuyès (Steeg), 1856-1863, dans le Bulletin de la Société d’histoire du protestantisme français, avril-juin 1997, p. 189-244, et octobre-décembre 1997, p. 663-730, notice.
- Jean Corriger[n 10] et Henri Rey-Lescure[n 11], Cette étonnante famille des Reclus, dans Notre Prochain (bulletin des Asiles pour enfants de la Fondation John Bost, La Force, Dordogne), no 171, 1er décembre 1967, p. 45-50, accès en ligne.
- Gary S. Dunbar et Louise Rapacka (fille de Louis Cuisinier, arrière-petite-fille d'Élisée Reclus), Two French Geographers : Paul Reclus and Louis Cuisinier, dans Geographers, Biobibliographical Studies, vol. 16, Londres, Mansell, 1995, p. 88-100[n 12].
- André Janmotte et Paul Glansdorf, notice François Bouny dans la Biographie nationale publiée par l’Académie royale des Sciences, des Lettres et des Beaux-Arts de Belgique, Bruxelles, Émile Bruylant, 1981, t. 42 (supplément), p. 82a-100b, texte intégral.

### Publications de l'associationLesAmis de Sainte-Foy et sa région
Cette société d'histoire locale s'attache à mieux faire connaître la famille Reclus (accès en ligne).
- Hélène Sarrazin (prés.), Scènes d'une pauvre vie par le pasteur Jacques Reclus, 1992, cahier 1, p. 13-27, texte intégral.
- Pr Félix Lejars, Éloge de Paul Reclus lu à la Société de chirurgie de Paris le 22 janvier 1919, reproduit en 1992, cahier 2, p. 25-35, texte intégral.
- Jean-Pierre Faure (fils d’Élie Faure), Recherches sur l'esthétique d'Élie Faure, 1992, cahier 2, p. 40-45, texte intégral.
- Alain Leduc, Henry Miller, lecteur d'Élie Faure, no 63, 1993, p. 38-44, texte intégral.
- Marie-Madeleine Guesnon[n 13], Famille Reclus, no 69, 1996, p. 19-31, texte intégral.
- Danièle Provain, Note sur Élisée Reclus, no 69, 1996, p. 32-35, texte intégral.Roger Gonot, Faisons connaissance avec Onésime Reclus, no 70, 1997, p. 33-53, texte intégral.
- Roger Gonot, Physionomies : Élie Reclus (1827-1904), Élisée Reclus (1830-1905), Onésime Reclus (1843-1916), no 73, 1998, p. 4-19, texte intégral.
- Jean Suret-Canale, Élisée Reclus et le darwinisme, no 73, 1998, p. 20-21, texte intégral.
- Pierre Lamothe, Le maroquin rouge [Notes sur la fratrie Reclus par leur oncle Pierre Léonce Chaucherie], no 73, 1998, p. 22-32, texte intégral.
- Henri Besson-Imbert, Notes de lectures [sur Pauline Kergomard par Geneviève et Alain Kergomard], no 79, 2002, p. 63-65, texte intégral.
- Danièle Provain, Pourquoi sommes-nous reclusiens ?, no 84, 2004, p. 5-7, texte intégral.
- Henri Besson-Imbert, Arbre de descendance d’Élie Reclus, no 84, 2004, p. 2-4, texte intégral.
- Andrée Despy-Meyer, Élie Reclus, un ethnologue et un mythologue méconnu, no 84, 2004, p. 8-20, texte intégral.
- Élie et Élisée Reclus, Unions libres [1882], no 84, 2004, p. 21-37, texte intégral.
- Danièle Provain, Notre ami Roger Gonot [et les Reclus], no 84, 2004, p. 38-40, texte intégral.
- Henri Besson-Imbert, Arbre d’ascendance et de descendance d’Élie Reclus, no 85, 2005, p. 3-8, texte intégral.
- Danièle Provain, Note de lecture [sur « La poule » d’Élie Reclus], no 85, 2005, p. 9-10, texte intégral.
- Élie Reclus, La poule, no 85, 2005, p. 11-38, texte intégral.
- Danièle Provain, L’année 2005 : Élisée Reclus ?, no 86, 2005, p. 4-5, texte intégral.
- Philippe Pelletier, La géographie innovante d’Élisée Reclus, no 86, 2005, p. 6-38, texte intégral.
- Jean-Louis Claverie, Zéline Trigant de la Faniouse (1805-1887) "l’inoubliable", Jacques Reclus (1796-1882) son mari, "l’intransigeant", no 86, 2005, p. 39-47, texte intégral.
- Élisée Reclus, À mon frère le paysan [1872], no 86, 2005, p. 48-54, texte intégral.
- Élisée Reclus, Pourquoi sommes-nous révolutionnaires ? [1886], no 86, 2005, p. 55-56, texte intégral.
- Jeanne Vigouroux, Élisée Reclus et l'Algérie (1884-1905), no 89, 2007, p. 3-15, texte intégral.
- Danièle Provain, Michelet, les Reclus, hôtes de Vascœuil, no 90, 2007, p. 19-27, texte intégral.
- Zéline Faure, L’ultime larme, souvenirs de Zizou (Zéline Faure) sur son père Élie Faure [Marie-Zéline Faure, 1904-1997], no 91, 2008, p. 27-37, texte intégral.
- Jeanne Vigouroux, Patrick Geddes (1854-1932) [et les Reclus], no 92, 2008, p. 7-17, texte intégral.
- Jeanne Vigouroux, Paul Reclus, aux risques de l’anarchisme, no 94, 2009, p. 20-34, texte intégral.
- Jeanne Vigouroux, Élisée Reclus et les juifs, une mise au point nécessaire, no 99, 2012, p. 21-28, texte intégral.
- Danièle Provain, Un cas d’école : l’inspecteur Jean Reclus (1794-1869), no 101, 2013, p. 14-18, texte intégral.
- Jeanne Vigouroux, Jules Steeg (1836-1898), ardent défenseur de la laïcité, no 101, 2013, p. 19-27, texte intégral.

- Alain Morel, Jean Pierre Michel dit Élie Reclus (1827-1904), mise en ligne le 2 septembre 2014, texte intégral.
- Jeanne Vigouroux, Élisée Reclus (1830-1905), mise en ligne le 13 mai 2010, texte intégral.
- Alain Morel, Joseph Onésime Reclus (1837-1916), mise en ligne le 18 juillet 2014, texte intégral.
- Alain Morel, Élie Armand Ebenhezer Reclus (1843-1927), mise en ligne le 17 juillet 2014, texte intégral.
- Jeanne Vigouroux, Paul Reclus (1858-1941), mise en ligne le 11 mai 2010, texte intégral.
- Danièle Provain, Jean-Louis Faure, 1863-1944, mise en ligne le 30 novembre 2010, texte intégral.